# 蓋內格河
51°40′54.7″N 7°46′30.3″E / 51.681861°N 7.775083°E

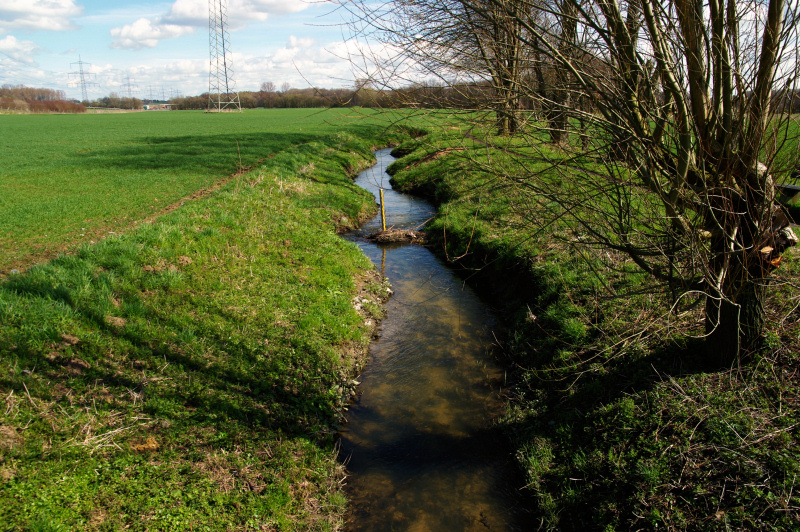

蓋內格河（德語：Geinegge），是德國的河流，位於該國西部，流經北萊茵-威斯特法倫州，屬於利珀河的右支流，河道全長9.4公里，流域面積26.6平方公里。